# Берри-о-Бак
Берри-о-Бак (фр. Berry-au-Bac) — коммуна во Франции, находится в регионе Пикардия. Департамент коммуны — Эна. Входит в состав кантона Гиньикур. Округ коммуны — Лан.
Код INSEE коммуны — 02073.

## Население
Население коммуны на 2010 год составляло 575 человек.
| 1962 | 1968 | 1975 | 1982 | 1990 | 1999 | 2010 |
| ---- | ---- | ---- | ---- | ---- | ---- | ---- |
| 419  | 350  | 334  | 388  | 509  | 528  | 575  |

## Экономика
В 2010 году среди 388 человек трудоспособного возраста (15—64 лет) 298 были экономически активными, 90 — неактивными (показатель активности — 76,8 %, в 1999 году было 67,3 %). Из 298 активных жителей работали 261 человек (159 мужчин и 102 женщины), безработных было 37 (14 мужчин и 23 женщины). Среди 90 неактивных 35 человек были учениками или студентами, 23 — пенсионерами, 32 были неактивными по другим причинам.